# Polyklonal antikropp
Polyklonal antikropp är en antikropp som inte är likadan som andra antikroppar som bildats mot en mikrob. Flera polyklonala antikroppar kan binda på olika epitop på en antigen. En mikrob har många olika epitop och när immunförsvaret reagerar kommer olika antikroppar att bildas mot olika delar av mikroben. 